# Milko Lazar
Milko Lazar, slovenski skladatelj, aranžer, čembalist, dirigent in saksofonist, * 14. marec 1965, Maribor.
Lazar je na visoki šoli za glasbo v Gradcu vpisal študij klavirja in saksofona na jazzovskem in klasičem oddelku. Redno sodeluje z Big Bandom RTV Slovenija kot solist na prvem alt-saksofonu. V Big Bandu je profesionalno deloval med letoma 1986 in 1994, v novem tisočletju pa ima status samostojnega kulturnega delavca.  Udejstvuje se tudi kot dirigent in skladatelj za različne komorne zasedbe in orkestre. Je soustanovitelj skupin Quatebriga in Štefbet Rifi, udejstvuje pa se tudi kot interpret baročne glasbe na čembalu. Leta 2005 je prejel nagrado Prešernovega sklada za svoje kompozicije.